# Cordiglottis filiformis
Cordiglottis filiformis är en orkidéart som först beskrevs av Joseph Dalton Hooker, och fick sitt nu gällande namn av Leslie Andrew Garay. Cordiglottis filiformis ingår i släktet Cordiglottis, och familjen orkidéer. Inga underarter finns listade i Catalogue of Life.